# Hisua
Hisua è una città dell'India di 25.045 abitanti, situata nel distretto di Nawada, nello stato federato del Bihar. In base al numero di abitanti la città rientra nella classe III (da 20.000 a 49.999 persone).

## Geografia fisica
La città è situata a 24° 49' 60 N e 85° 25' 00 E e ha un'altitudine di 92 m s.l.m..

## Società

### Evoluzione demografica
Al censimento del 2001 la popolazione di Hisua assommava a 25.045 persone, delle quali 12.900 maschi e 12.145 femmine. I bambini di età inferiore o uguale ai sei anni assommavano a 4.502, dei quali 2.282 maschi e 2.220 femmine. Infine, coloro che erano in grado di saper almeno leggere e scrivere erano 12.659, dei quali 7.633 maschi e 5.026 femmine.